# Автошлях М 09
Автошлях М 09 — автомобільний шлях міжнародного значення на території України, Тернопіль — Рава-Руська — пункт пропуску Рава-Руська (державний кордон з Польщею). Проходить територією Тернопільської та Львівської областей. Збігається з частиною Європейського автомобільного маршруту E372 (Варшава — Львів).

## Характеристика

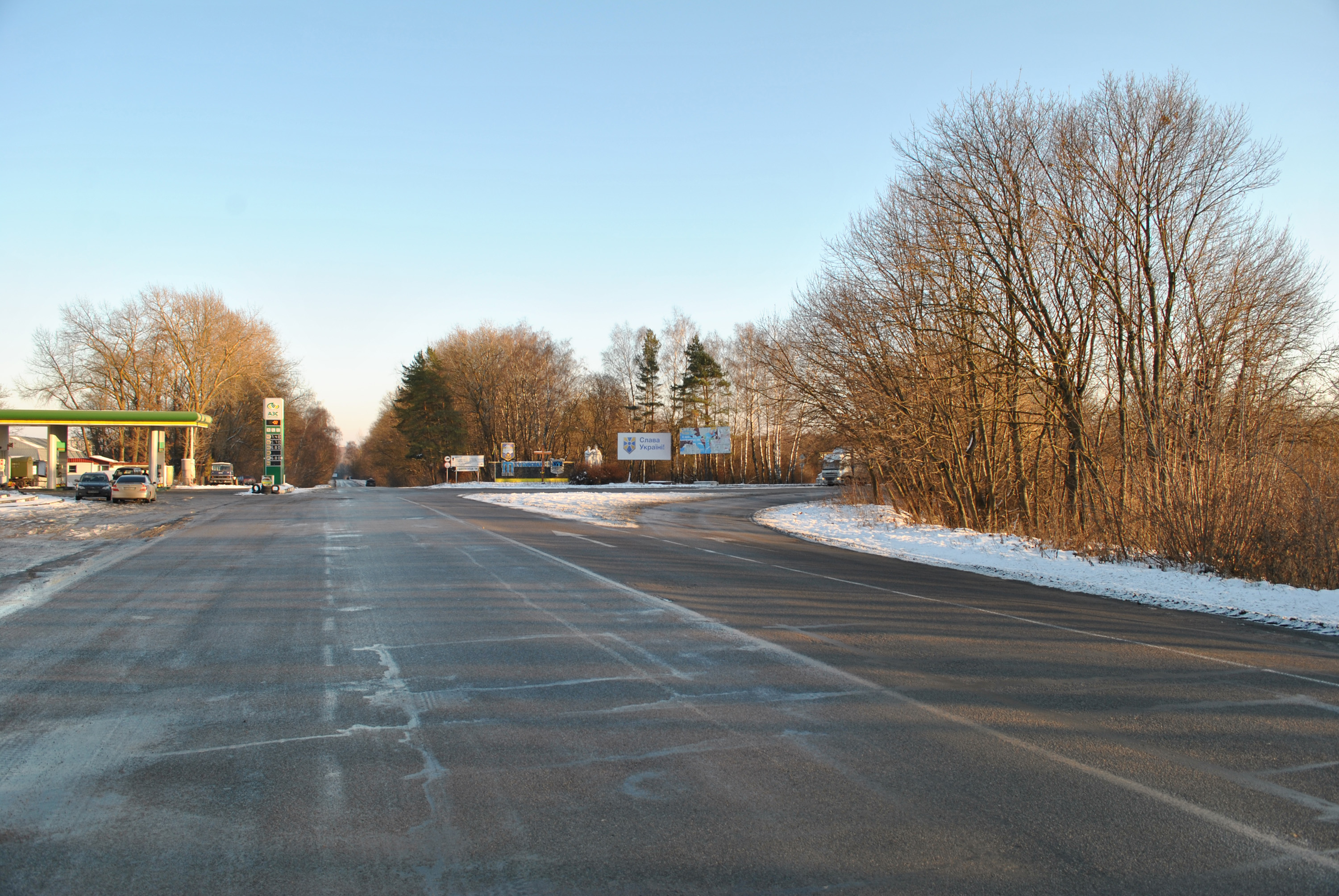
На відтинку при в'їзді в Тернопіль: прямо — до Тернополя, направо — об'їзна в напрямку Чернівців, Бучача

Починається у Тернополі, проходить біля Зборова, через південну околицю Золочева, Львів, Жовкву і закінчується на пропускному пункті Рава-Руська, звідки прямує на Люблін, а далі — на Варшаву.
Загальна довжина — 174,9 км.

### Відтинок Тернопіль— Львів (колишня Н 02)
Між селом Озерна і м. Зборів дорога розширена до чотирьох смуг. Є розширення дороги метрів за 100 до та після перехрестя з дорогою Т 2013 — на Залізці, Підкамінь, Почаїв зі смугами з'їзду та виїзду. Біля перехрестя працює АЗС.
У селі Плугів пролягає під залізницею «австрійським тунелем».

### Відтинок Львів— Рава-Руська
Дорога на відтинку від Львова до Рави-Руської перебуває у задовільному стані. Роботи з капітального ремонту автошляху здійснювала[коли?] турецька компанія «Онур», яка вже впродовж кількох років відновлює дороги Львова та області.

## Маршрут
Автошлях проходить через такі міста
| Автошлях М 09         | |
| Тернопільська область | |
| Тернопіль             | М30/E50 Р41 |
| Тернопільський район  | |
| Озерна                | |
|                       | Т 2013 |
| Львівська область     | |
| Золочівський район    | |
| Плугів                | |
| Зарваниця             | |
| Підгороднє            | |
| Золочів               | |
| Ясенівці              | |
| Галицьке              | |
| Велика Вільшаниця     | |
| Львівський район      | |
| Якторів               | Т 1806 |
| Шопки                 | |
| Підгайчики            | |
|                       | Т 1417 |
| Куровичі              | Р84 |
| Чижиків               | |
| Підгірне              | |
| Винники               | Вулиця Галицька М06E40 |
| Львів                 | Вулиця Личаківська, вулиця Винниченка, вулиця Підвальна, площа Данила Галицького, вулиця Замарстинівська, вулиця Гайдамацька, вулиця Богдана Хмельницького E40E372E471М06М10М11Н09Н13 |
| Львівський район      | |
| Малехів               | М06 |
| Великі Грибовичі      | |
| Гряда                 | |
| Великий Дорошів       | |
| Куликів               | |
| Сопошин               | |
| Жовква                | Р15Р84 |
| Воля-Висоцька         | |
| Добросин              | |
| Лавриків              | |
| Липник                | |
| Рава-Руська           | Р40Т 1404Т 1418 |
| КПП «Рава-Руська»     | 17 Люблін |